# Thabala
Thabala är en ort (village) i distriktet Central i östra Botswana. 